# Ungarisch-Kroatischer Ausgleich
Der Ungarisch-Kroatische Ausgleich (kroatisch Hrvatsko-Ugarska nagodba, ungarisch horvát-magyar kiegyezés) im Jahr 1868 regelte die Autonomie des Königreichs Kroatien und Slawonien innerhalb des ungarischen Reichsteils der k.u.k. Doppelmonarchie. Er kam infolge des 1867 abgeschlossenen Österreichisch-Ungarischen Ausgleichs zustande.

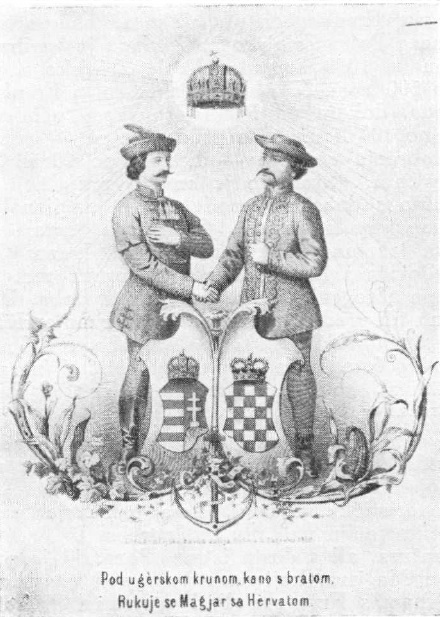
Darstellung der Verbindung zwischen Ungarn und Kroatien unter der ungarischen Stephanskrone (Julije Huhn, um 1860)

## Vorgeschichte
Vorausgegangen war im Revolutionsjahr 1848 die Aufkündigung der Beziehungen zum Königreich Ungarn durch den kroatischen Ban Joseph Jelačić von Bužim, der auf der Seite des österreichischen Kaisers gegen die ungarischen Aufständischen kämpfte. Jelačić hatte angeordnet, dass alle kroatischen Institutionen keine Anweisungen der ungarischen Regierung mehr befolgen sollten. Nach dem Ende der Revolution 1849 wurde in den folgenden Jahren auch die kroatische Autonomie wieder eingeschränkt, der Landtag geschlossen und Kroatien und Slawonien direkt Wien unterstellt. Die verfassungsrechtliche Stellung des Landes innerhalb der Donaumonarchie blieb ungeklärt. Beginnend mit dem Oktoberdiplom von 1860 folgten Jahre der Verhandlungen zwischen dem Kaiser, Vertretern Ungarns und des kroatischen Landtags, des Sabors, über eine Autonomie Kroatien-Slawoniens. Die meisten kroatischen Politiker wollten eine erneute Unterordnung unter Ungarn unbedingt verhindern und die Anerkennung ihres Landes als eigenständiger Teilstaat der Monarchie erreichen.
Nach einem Besuch Kaiser Franz Josephs in Pest zeichnete sich 1865 eine Klärung des Verhältnisses zwischen Ungarn und der Wiener Zentrale ab. Die Führer der altkonservativen Partei in Ungarn, Graf György Majláth und Baron Paul Sennyey, bildeten im Auftrag des Kaisers eine Regierung und am 14. Dezember wurde der ungarische Landtag wiedereröffnet. Die königliche Thronrede versprach die Wiederherstellung der Integrität der ungarischen Krone, was von den Ungarn so verstanden wurde, dass alle verlorenen Gebiete (neben dem Banat und Siebenbürgen auch Kroatien-Slawonien) wieder an Ungarn angeschlossen werden sollten. Die Verhandlungen hierüber und über die Feststellung der gemeinsamen Angelegenheiten der Gesamtmonarchie waren noch nicht zum Abschluss gekommen, als wegen des Preußisch-Österreichischen Krieges der Landtag am 26. Juni 1866 vorläufig geschlossen wurde.

## Österreichisch-Ungarischer Ausgleich
In dem Streit, der nach dem Frieden von Prag in Österreich über die Neugestaltung des Reichs ausbrach, nahmen die Ungarn unter Führung von Ferenc Deák von Anfang an eine klare, bestimmte Stellung ein und setzten sich letztlich erfolgreich durch. Um einer Auflösung der Monarchie in fünf Königreiche und dem damit verbundenen Machtgewinn der slawischen Völker vorzubeugen, entschied sich der leitende Minister von Beust mit Zustimmung der Deutschliberalen für den Dualismus, für die Teilung des Reichs in eine westliche Hälfte Cisleithanien, wo die deutschsprachigen Österreicher, und eine östliche Hälfte Transleithanien, wo die Magyaren das Übergewicht haben sollten. 
In diesem Vertragswerk wurde Ungarn als selbständiger Staat anerkannt, der mit Österreich (Cisleithanien) durch gewisse gemeinsame Angelegenheiten verbunden war und zunächst auf zehn Jahre ein Zoll- und Handelsbündnis mit ihm schloss. Von den anerkannten Staatsschulden und von den gemeinsamen Ausgaben für das Auswärtige, Heer und Marine übernahm Ungarn lediglich 30 Prozent, stand aber in den Delegationen der österreichischen Reichshälfte ebenbürtig zur Seite. Mit allem Pomp früherer Jahrhunderte erfolgte am 8. Juni 1867 in Budapest die feierliche Krönung des Königs. Damit war die Versöhnung der Magyaren mit der Dynastie besiegelt.

## Ungarisch-Kroatischer Ausgleich
Da der Österreichisch-Ungarische Ausgleich den territorialen Status quo von 1848 wiederherstellte, musste auch Kroatien-Slawonien wieder unter das Dach der Stephanskrone zurückkehren. Anders als Siebenbürgen und die Serben im Banat erhielten die Kroaten aber die Möglichkeit, mit der ungarischen Regierung über eine Teilautonomie ihres Landes innerhalb des ungarischen Staates zu verhandeln.
Der Ungarisch-Kroatische Ausgleich kam am 20. September 1868 zustande. Die 1868 vereinbarte Autonomie, die von kroatischer Seite als Vertrag zwischen zwei Staaten interpretiert, von den Ungarn als Sonderbehandlung einer Provinz bewertet wurde, legte fest, dass Kroatien-Slawonien eine eigenständige regionale Verwaltung und Gerichtsorganisation haben sollte. Der Sabor erhielt im Bereich Kultus- und Unterrichtswesen Gesetzgebungshoheit. Verwaltungssprache wurde Kroatisch, ob diese Sprache auch im Verkehr mit Budapest genutzt werden durfte, blieb zwischen beiden Seiten umstritten. In den Bereichen Steuer- und Militärwesen hatte Kroatien-Slawonien keinerlei eigene Kompetenzen. Der an der Spitze der kroatischen Landesregierung stehende Ban wurde nicht vom Sabor gewählt, sondern von der ungarischen Regierung ernannt. Er war sowohl dem Sabor als auch dem ungarischen Ministerium für das Dreieinige Königreich verantwortlich.

## Magyarisierung
Das Nationalitätengesetz vom 29. November 1868 bestimmte, dass alle Bewohner Ungarns die einheitliche und unteilbare ungarische Nation bilden, die ungarische Sprache Staatssprache sein sollte. Die Kroaten wehrten sich gegen die Anwendung dieses Gesetzes auf ihr Land und die Konflikte mit Budapest prägten die kroatische Geschichte in den folgenden Jahrzehnten. Ab 1879 führte die zunehmende Magyarisierungspolitik im ungarischen Reichsteil zu erheblichen Spannungen, die erst am Ende des Ersten Weltkrieges mit dem Zerfall der Habsburgermonarchie und der Loslösung Kroatiens von Ungarn im Jahre 1918 ihr Ende fanden.